# ヨハン・ネポムク・メルツェル

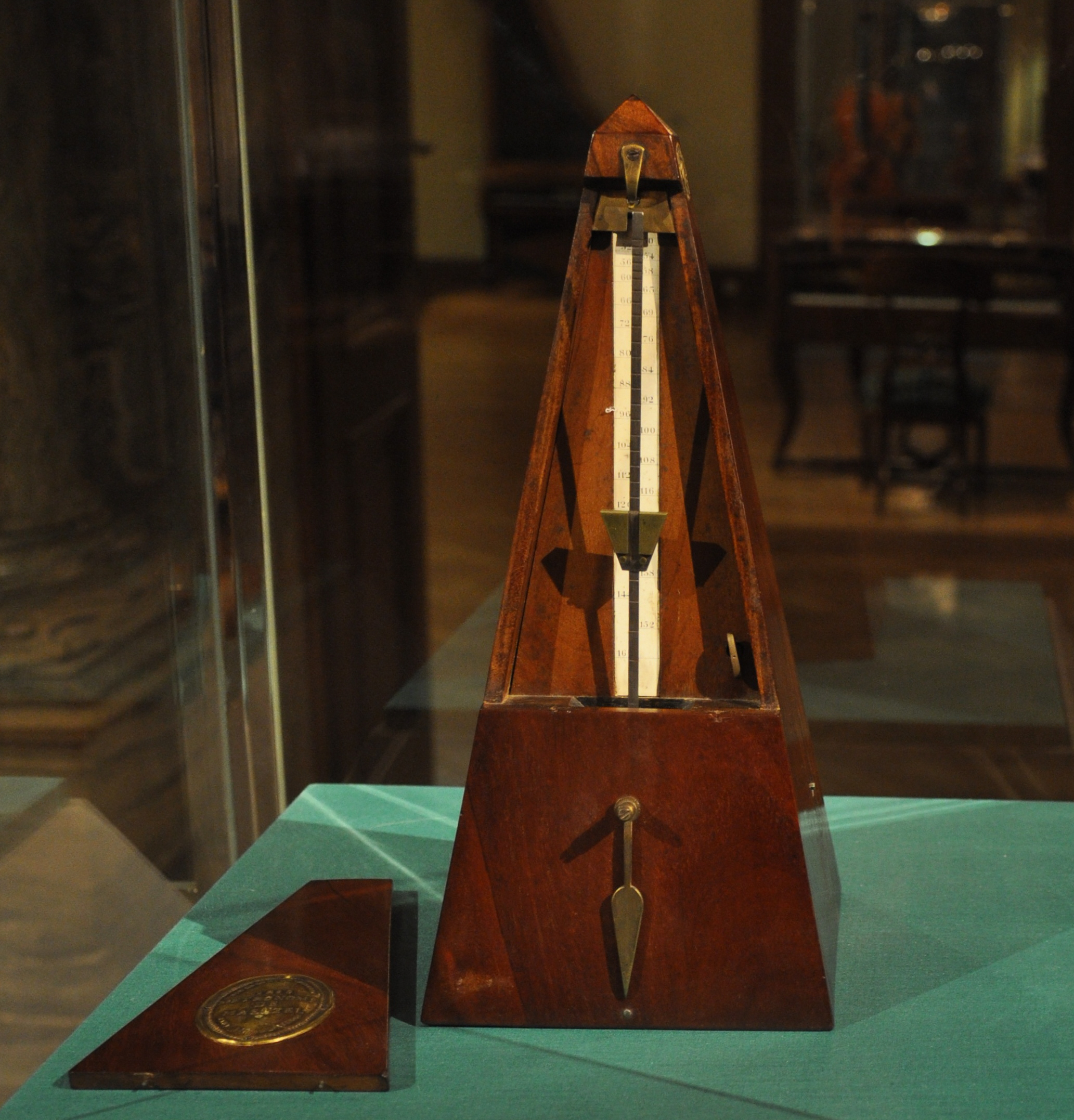
メルツェルのメトロノーム。1815年、パリ。

ヨハン・ネポムク・メルツェル（Johann Nepomuk MaelzelまたはMälzel 1772年8月15日 - 1838年7月21日）は、ドイツの発明家、技術者、興行師。メトロノームや楽器を演奏する各種オートマタの製造、そしていかさまチェス装置を展示したことで知られる。彼はベートーヴェンと共同で、自作の発明品のための楽曲を制作している。

## 生涯と作品
レーゲンスブルクに生まれた。父はオルガン製作者であり、メルツェルは幅広く音楽教育を受けた。1792年にウィーンへ移る。数年にわたる研究と実験の末にオーケストリオンを作り上げ、その楽器は公開展示された後に3,000フローリンで売買が成立した。1804年にはパンハルモニコンを発明、これは軍楽隊の楽器群を演奏できるオートマタであり、鞴を動力源として、音符を記録した回転式シリンダーに従って動作した。これが国際的な脚光を浴び、発明者としてヨーロッパ中で知られるようになった彼はウィーンの宮廷技術者に任用される。ルートヴィヒ・ヴァン・ベートーヴェンをはじめとする著名作曲家たちからも賞賛された。この装置はパリの称賛者に120,000フランで買い取られた。

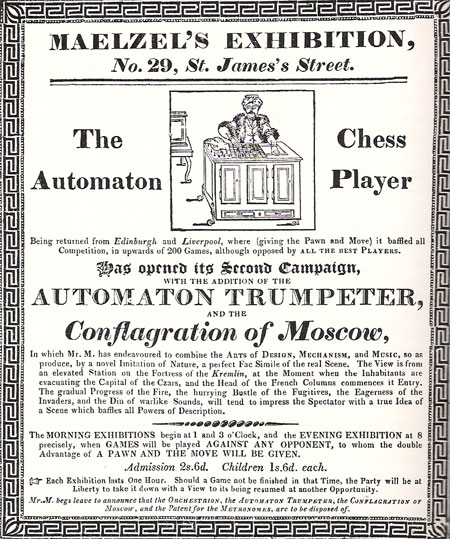
ロンドンで開催されたメルツェルの展示会の宣伝。

メルツェルは1805年に、半ば忘れられていたヴォルフガング・フォン・ケンペレンのチェスを指すオートマタである『トルコ人』を購入、パリに持ち込んでウジェーヌ・ド・ボアルネに売却して大きな利益を得た。ウィーンに戻った彼はオートマタのトランペット吹きの製作に集中した。これは生きているかのような動きをしたり、衣装の早着替えをしたりしながら、フランスとオーストリアの野戦信号 (field signals) や軍楽 (military airs) を奏するものだった。1808年には改良型の耳トランペット、そして音楽用クロノメーターを発明した。
1813年、メルツェルとベートーヴェンはよく知った間柄となっていた。メルツェルは『ウェリントンの勝利』を着想して音楽の概形を描き、そこへベートーヴェンがメルツェルの「機械仕掛けのオーケストラ」であるパンハルモニコンによって演奏できるように曲を書いた。2人は何度かコンサートも開催し、そこではベートーヴェンの交響曲がメルツェルのオートマタ演奏に散りばめられた。1814年にベートーヴェンは調書を書き、メルツェルに騙し取られた、この音楽の所有権を主張され、不正確な編曲で不法に曲を演奏されたと主張した。ベートーヴェンはこの調書の中で、メルツェルについて「無礼で粗野な男、教育や教養というものを全く持ち合わせていない」と評している。
1816年には、メルツェルはパリでメトロノームの製造により身を立てていた。彼のメトロノームはディートリヒ・ニコラウス・ヴィンケルが発明した先行品を模倣したものだった。1817年までにはベートーヴェンとメルツェルは和解に至っていた。ベートーヴェンはメルツェルのメトロノームについて熱っぽく書き記しており、自分はアレグロといった伝統的な速度表示を使用するのを止めると宣言している。
1817年にパリを後にミュンヘンに向かったメルツェルであったが、再びウィーンに居を構えた。この頃にはフォン・ケンペレンの『トルコ人』を買い戻す算段が付く。数年をかけて数多くの機械式の発明品に建造、改良を施し、彼は自らの変わった装置の展示に特化した会社を設立した。
メルツェルはベネズエラのラ・グアイラに停泊中の船舶の上で他界した。

## 人物評
メルツェルの人物評からは、彼が同時代の人々からいつも前向きに捉えられていたわけではないことが窺える。
- 「メルツェルが特に記憶されていくのは（中略）メトロノームによってであろう。（中略）
人物としてのメルツェルは喧嘩っぱやく、浪費家で無節操であったようだ（中略）もし彼が文化的、道義的に多くを有していたのであれば、高尚な芸術に貢献出来ていたのかもしれない[3]。

— The Year-book of facts in science and art (1856)